# Luís Maximiano
Luís Manuel Arantes Maximiano (nascut el 5 de gener de 1999) és un futbolista professional portuguès que juga com a porter per la UD Almería.

## Carrera de club

### Sporting CP
Nascut a Celeirós, Aveleda e Vimieiro, districte de Braga, Maximiano va ingressar al planter del Sporting CP a l'edat de 13 anys, provinent del S.C. Braga. Va fer el seu debut com a sènior a la LigaPro amb el filial de l'Sporting el 25 d'octubre de 2017, en un empat 1–1 a fora contra el C.D. Nacional. També va començar a entrenar amb el primer equip, com a tercer porter darrere de Rui Patrício i Romain Salin.
Maximiano va jugar el seu primer partit competitiu amb el primer equip el 26 de setembre de 2019, en una derrota per 1–2 a casa contra el Rio Ave FC en la fase de grups de la Taça da Liga. La seva primera aparició en la Lliga Europa de la UEFA va tenir lloc dos mesos i dos dies més tard; va jugar el sencer en una victòria per 4–0 sobre el PSV Eindhoven també a l'Estádio José Alvalade. L'1 de desembre va fer el seu debut a la Primeira Liga en una derrota per 3–1 contra el Gil Vicente FC, i finalment va acabar sent titular per davant de brasiler Renan Ribeiro.
A l'inici de la temporada 2020–21, la titularitat de Maximiano es va veure tallada per la incorporació de l'espanyol Antonio Adán.

### Granada
El 15 d'agost de 2021, Maximiano va signar un contracte de quatre anys amb club espanyol Granada CF, per uns 4.5 milions d'euros de cost. Va fer el seu debut a La Liga el 13 de setembre en una derrota a casa per 2–1 contra el Reial Betis, amb el seu compatriota i predecessor Rui Silva a la porteria rival.

## Carrera internacional
Maximiano va ser internacional sub-21 amb Portugal per primer cop el 14 de novembre de 2019, disputant 45 minuts en un partit amistós contra Eslovència que va acabar 0–0.

## Palmarès
Sporting CP
- Primeira Liga: 2020–21[15]
- Taça da Liga: 2020–21[16]
- Supertaça Cândido de Oliveira: 2021[17]